# Porgy and Bess (film)
Pour les articles homonymes, voir Porgy and Bess (homonymie).
Pour plus de détails, voir Fiche technique et Distribution.
Porgy and Bess est un film musical américain réalisé par Otto Preminger, sorti en 1959. 
Le film est une adaptation  de l'opéra du même nom de George Gershwin, DuBose Heyward, et Ira Gershwin, créé en 1935. Cet opéra était lui-même tiré du roman Porgy écrit par DuBose Heyward, publié en 1925.  

## Synopsis
Un soir d'été,  les habitants de Catfish Row dansent. Clara chante Summertime, une berceuse, pour son enfant. Porgy (il ne peut pas marcher, donc il arrive avec des béquilles) vient et demande si Bess est arrivée. Les autres le soupçonnent d'être amoureux d'elle. Bess arrive alors avec Crown, un homme violent, qui tue Robbinson, un des hommes qui jouaient avec lui aux dés comme il est en train de perdre. Bess cherche un refuge chez Porgy, après que Crown s'est enfui.  
Quelque temps plus tard,  les habitants de la Catfish Row organisent un pique-nique sur Kittwah Island, une île. Porgy convainc Bess de partir avec les autres. Le soir, quand tout le monde veut repartir à Catfish Row, elle reste sur l'île, parce que Crown l'a trouvée et veut la convaincre de partir avec lui. Après deux jours elle revient à Catfish Row et tombe malade.

## Fiche technique
- Titre : Porgy and Bess
- Réalisateur : Otto Preminger
- Photographie : Leon Shamroy
- Montage : Daniel Mandell
- Musique : George Gershwin
- Direction musicale et adaptation : André Previn
- Producteur : Samuel Goldwyn
- Format : Couleur Technicolor — 70mm (négatif : 65mm — 2,55:1 — Son : 6 pistes magnétiques stéréo ou 1 piste optique monophonique Système Westrex Electric sur les copies 35mm
- Genre : Film dramatique, Romance, Film musical
- Durée : 138 minutes
- Dates de sortie :
  - États-Unis : 24 juin 1959 (New York)
  - France : 14 octobre 1959
  - Italie : 17 décembre 1959
  - Allemagne de l'Ouest : 1er avril 1960

## Distribution
- Sidney Poitier : Porgy
- Dorothy Dandridge : Bess
- Sammy Davis Jr. : Sportin' Life
- Pearl Bailey : Maria
- Brock Peters : Crown
- Diahann Carroll : Clara
- Ruth Attaway : Serena Robbins
- Claude Akins : détective
- Clarence Muse : Peter
- Ivan Dixon : Jim
- Joel Fluellen : Robbins